# Karl von der Aa

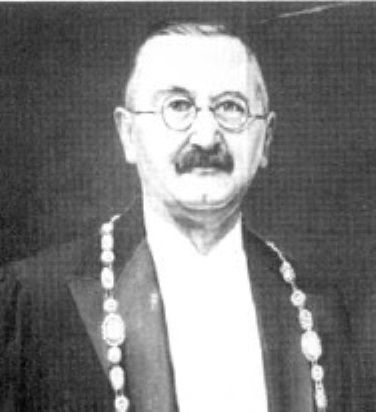
Karl-Wilhelm von der Aa

Karl Wilhelm von der Aa (nacido el 7 de enero de 1876 en Bremerhaven; † el 1 de enero de 1937 en Leipzig) fue un educador empresarial alemán.

## Vida
Karl Wilhelm von der Aa fue hijo del maestro y sastre Anton von der Aa en Bremerhaven. Tras la muerte de su padre en 1883, pasó su infancia y juventud con unos familiares en Esens, en donde asistió a la escuela, tomó lecciones privadas y en 1896 completó la escuela de profesores de Northeim. Trabajó como profesor en la escuela primaria en Langenholtensen y luego en la escuela comunitaria de Northeim. En 1898 fue trasladado a la escuela comercial de Göttingen como profesor asistente con el objetivo de asistir a unas conferencias sobre economía.
En 1900 se convirtió en profesor titular en el departamento comercial de la escuela comercial e industrial de Gnesen, pero se ausentó tres años más tarde para completar sus estudios en la Escuela Comercial de Leipzig en 1904.
Se casó con Anna Wassmann de Langenholtensen el 18 de julio de 1901. En 1903 se convirtió en miembro del Cuerpo Hermunduria de Leipzig.
En 1905 se convirtió en director de la escuela comercial de Kassel y director de la escuela comercial superior municipal de Bautzen, en la región de Alta Lusacia, en 1911. Fue jefe del ayuntamiento entre 1919 y 1922. A partir de 1920 se le permitió utilizar el título de profesor.
Cuando en 1922 el Senado de la Escuela Comercial de Leipzig decidió crear por primera vez en Alemania una cátedra para la formación de profesores comerciales, en 1923 la elección recayó en Karl von der Aa. Este fue el nacimiento de la educación empresarial . Recibió el día 1 En abril de 1923 asumió la cátedra de educación en escuelas comerciales y áreas comerciales relacionadas, que ocupó hasta su muerte en 1937. De 1924 a 1926 también fue rector de la escuela comercial. En noviembre de 1933 firmó la confesión de los profesores alemanes a Adolf Hitler.
Karl von der Aa fue miembro del Partido Popular Alemán durante un tiempo antes de 1933, fue miembro de la Sociedad Internacional para la Educación Comercial y miembro de la Asociación Alemana para la Educación Comercial. También se unió a la Logia Masónica Zur Morgenröte de Görlitz.

## Publicaciones
Karl von der Aa escribió varios libros de texto sobre economía y geografía económica. Su libro de texto People, Space, Economy se publicó en 1945 con 18 ediciones y su libro de texto sobre correspondencia comercial con clientes contractuales se publicó en 1944 con siete ediciones.

## Literatura
- Klaus-Peter Horn : La ciencia de la educación en Alemania en el siglo XX . Siglo. Sobre el desarrollo de la estructura social y profesional de la disciplina desde la institucionalización inicial hasta la expansión. Klinkhardt, Bad Heilbrunn 2003, ISBN 3-7815-1271-1, página 178 (también: Berlín, Humboldt-Univ., Habil.-Schr.).

## enlaces web
- Heinz Peter Brogiato: Aa, Karl Wilhelm von der. In: Institut für Sächsische Geschichte und Volkskunde (Hrsg.): Sächsische Biografie.
- Rektoren der HH Leipzig S. 11–12 mit Porträt.